# سلافة
السُّلافَة هو مايسيل من العنب قبل عصره. وقد يشير إلى النبيذ الذي يتدفق من تلقاء نفسه من الحوض الذي خضع فيه للتخمير الكحولي.